# Doug Jones (acteur)
Pour les articles homonymes, voir Doug Jones et Jones.
Doug Jones, né le 24 mai 1960 à Indianapolis, dans l'État de l'Indiana, aux États-Unis, est un acteur, contorsionniste et mime américain.
Il est surtout connu pour ses rôles dans Hellboy, Le Labyrinthe de Pan et La Forme de l'eau réalisés par Guillermo del Toro.

## Biographie

### Enfance
Benjamin d'une fratrie de quatre garçons, Doug Jones est né le 24 mai 1960 à Indianapolis, dans l'Etat de l'Indiana, aux  (États-Unis).

### Carrière
C'est l'un des acteurs fétiches du réalisateur mexicain Guillermo del Toro qui l'a auditionné à de nombreuses reprises. Doug Jones s'est par exemple vu proposer un rôle dans Bilbo le Hobbit du temps où del Toro était encore chargé du projet (celui de l'elfe Thranduil), rôle donné par la suite à l'acteur Lee Pace.
Jones est un habitué des rôles nécessitant un lourd travail de maquillage ou un costume inconfortable. Il assure ainsi de nombreux rôles importants sans que son visage n'apparaisse à l'écran (le faune et l'homme pâle du Labyrinthe de Pan, le Surfer d'Argent ennemi des 4 Fantastiques, Abe Sapien le compagnon de Hellboy, et plus récemment la créature amphibie de La Forme de l'eau,...), ce qui explique qu'il soit peu connu du grand public. Cela lui a aussi permis de tenir plusieurs rôles dans un même film, notamment dans Le Labyrinthe de Pan et dans Hellboy II : Les légions d'or maudites.
En 2010, il interprète le rôle de « la Gueule », le mauvais génie de Serge Gainsbourg, dans le film français Gainsbourg (vie héroïque) de Joann Sfar.
En 2016, il joue Gyorsho dans le fanfilm Han Solo: A Smuggler's Trade (en) d'après le personnage Han Solo de la franchise Star Wars.
Depuis 2017, il incarne Saru, l'officier scientifique Kelpien de l’USS Discovery dans la série de science fiction Star Trek: Discovery.
En 2021, il joue le méchant de DC Comics Edward Nigma / Riddler dans le fanfilm Batman: Dying Is Easy (en) d'après le personnage de comics Batman.

### Vie privée
Il est marié avec Laurie Jones depuis 1984.

## Filmographie

### Cinéma
- 1990 : Night Angel de Dominique Othenin-Girard : Ken
- 1991 : Crime de chair (Carnal Crimes) de Gregory Dark : Lang
- 1992 : Batman, le défi (Batman Returns) de Tim Burton : clown filiforme
- 1993 : Hocus Pocus de Kenny Ortega : Billy Butcherson
- 1994 : Magic Kid de Joseph Merhi : le clown dans le bureau
- 1995 : Tank Girl de Rachel Talalay : vagabond
- 1996 : Galgameth, l'apprenti dragon (Galgameth (en)) de Sean McNamara : Big Galgy
- 1997 : Magic warriors (Warriors of Virtue) de Ronny Yu : Yee
- 1997 : Mimic de Guillermo del Toro : Long John n°2
- 1998 : All About Sex (en) (Denial) d'Adam Rifkin : Ghost
- 1998 : Bug Buster (en) de Lorenzo Doumani : Mother Bug
- 1999 : Mystery Men de Kinka Usher : Pointe Man
- 1999 : Les Rois du désert (Three Kings) de David O. Russell : un soldat irakien mort
- 2000 : Stalled de Christian James : Len
- 2000 : Les Aventures de Rocky et Bullwinkle (The Adventures of Rocky and Bullwinkle) de Des McAnuff : FBI Agent - Carrot
- 2001 : Steven Spielberg's Movie (court métrage) d'Alex Daltas : Donald Columbus
- 2001 : Monkeybone de Henry Selick : le Yéti
- 2002 : Side Effects (court métrage) de Scott Allen Perry : Seth
- 2002 : La Machine à explorer le temps (Time Machine) de Simon Wells : espion Morlock
- 2002 : Men in Black II de Barry Sonnenfeld : Joey
- 2002 : Adaptation de Spike Jonze : Augustus Margary
- 2003 : Deux en un (Stuck On You) de Peter et Bobby Farrelly : ll'alien de l'espace n°2
- 2004 : Hellboy de Guillermo del Toro : Abe Sapien
- 2004 : Three Lives (court métrage) de Gulliver Parascandolo : le correspondant mystérieux / le croque-mort
- 2005 : A Series of Small Things (court métrage) de Phil Donlon : le sans-abri
- 2005 : Doom d'Andrzej Bartkowiak : Dr. Carmack Imp / Sewer Imp
- 2005 : Le Cabinet du docteur Caligari (The Cabinet of Dr. Caligari) de David Lee Fisher : Cesare
- 2006 : La Jeune fille de l'eau (Lady in the Water) de M. Night Shyamalan : Tartutic n°4
- 2006 : La Revanche des losers (The Benchwarmers) de Dennis Dugan : le robot Numéro 7
- 2006 : Le Labyrinthe de Pan (El Laberinto Del Fauno) de Guillermo del Toro : le faune / l'homme pâle
- 2007 : Les Quatre Fantastiques et le Surfer d'argent (Fantastic Four: Rise of the Silver Surfer) de Tim Story : le Surfeur d'Argent
- 2008 : Hellboy II : Les légions d'or maudites (Hellboy II: The Golden Army) de Guillermo del Toro : Abe Sapien, l'ange de la mort, chambellan
- 2009 : Super Capers de Ray Griggs (en) : Agent spécial Smith #1
- 2010 : The Candy Shop de Brandon McCormick : Le vendeur de bonbon
- 2010 : Serge Gainsbourg : vie héroïque de Joann Sfar : La Gueule
- 2010 : Légion de Scott Charles Stewart : Ice Cream Man
- 2011 : Absentia de Mike Flanagan : Water Lambert
- 2012 : John Dies at the End de Don Coscarelli : Robert North
- 2012 : Voisins du troisième type (The Watch) d'Akiva Schaffer : Alien
- 2013 : L'Arène (Raze) de Josh C. Waller : Joseph
- 2015 : Crimson Peak de Guillermo del Toro : le fantôme de Lady Cushing
- 2016 : Ouija : les origines (Ouija: Origin of Evil) de Mike Flanagan : le médecin du Diable
- 2016 : Nosferatu de David Lee Fisher : Orlock
- 2017 : The Bye Bye Man de Stacy Title : Bye Bye Man
- 2017 : La Forme de l'eau (The Shape of Water) de Guillermo del Toro : l'homme amphibien
- 2019 : Scary Stories to Tell in the Dark d'André Øvredal
- 2022 : Hocus Pocus 2 d'Anne Fletcher : William "Billy" Butcherson[5]

### Télévision
- 1993 : Les Contes de la crypte : contorsioniste
- 1998 : Au-delà du réel : extra-terrestre âgé
- 1999 : Good Versus Evil : Herb
- 1999 : Buffy contre les vampires : Un démon : le Gentleman
- 2000 : The Darkling (téléfilm) : Shadow Master
- 2001 : Alien Hunter (série télévisée) : Krabble
- 2002 : Les Experts : l'équarisseur
- 2005 : Esprits criminels : Domino Thacker
- 2006 : Hellboy : Le Sabre des tempêtes : Abe Sapien (voix)
- 2007 : Hellboy : De Sang et de fer : Abe Sapien (voix)
- 2007 : Shérif, fais-moi peur : Naissance d'une légende : le patron
- 2008 : Fear Itself : Grady Edlund, dans l'épisode « Skin and Bones »
- 2012-2013 : The Neighbors : Dominique Wilkins
- 2013 : Falling Skies (saisons 3 à 5) : Cochise
- 2013 : Teen Wolf (saison 3B) : Barrow
- 2015 : Z Nation (saison 2) : Dan Scully
- 2015 : The Flash (saison 1) : Jake Simmons / Deathbolt
- 2015 : Arrow (saison 3) : Jake Simmons / Deathbolt
- 2017-2024 : Star Trek: Discovery : Saru
- 2019- : What We Do in the Shadows : Baron Afanas

### Publicité
- Mac Tonight, un personnage fictif utilisé dans le marketing des restaurants McDonald's au milieu des années 1980, était interprété par Doug Jones.